# Atriplex nitrophiloides
Atriplex nitrophiloides là loài thực vật có hoa thuộc họ Dền. Loài này được A.Soriano ex Múlgura mô tả khoa học đầu tiên năm 1984.